# Drottning Alias internationella flygplats
Drottning Alias internationella flygplats (IATA: AMM, ICAO: OJAI) (arabiska: مطار الملكة علياء الدولي) är en internationell flygplats i Jordanien som även är landets största flygplats. Flygplatsen är belägen i Zizya, 30 km söder om huvudstaden Amman. 
Flygplatsen är namngiven efter Drottning Alia, den tredje frun till kung Hussein av Jordanien. Flygplatsen är en bas för landets nationella flygbolag, Royal Jordanian Airlines och är ett viktigt nav för flygbolagen Jordan Aviation, Royal Falcon och Royal Wings.